# زنان در نیروی کار

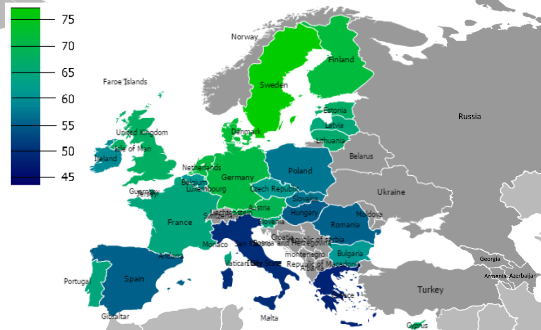
درصد زنان نیروی کار در میان تمام زنان ۲۰ تا ۶۴ ساله در اتحادیه اروپا در سال ۲۰۱۱

از زمان انقلاب صنعتی، مشارکت زنان در نیروی کار خارج از خانه در کشورهای صنعتی افزایش یافته‌است، به خصوص رشد زیادی در قرن بیستم دیده می‌شود. زنان نیروی کار که عمدتاً به عنوان یک مزیت برای جامعه صنعتی تلقی می‌شوند، به عنوان معیاری در تولید ناخالص داخلی و همچنین کاهش هزینه‌های نیروی کار با افزایش عرضه نیروی کار در یک جامعه، به تولید بالاتر اقتصاد ملی کمک می‌کنند. عدم دسترسی زنان به آموزش عالی، آنها را عملاً از مشاغل پردرآمد و دارای وضعیت بالا کنار گذاشته‌است. ورود زنان به مشاغل بالاتر، مانند حقوق و پزشکی، به دلیل عدم ورود زنان به دانشگاه‌ها و کسب مدرک تحصیلی، در اکثر کشورها به تأخیر افتاد. به عنوان مثال، دانشگاه کمبریج فقط اواخر سال ۱۹۴۷ مدارک تحصیلی را برای زنان کاملاً تأیید کرد، و حتی پس از آن نیز تنها پس از مخالفت‌ها و بحث‌های سخت گیرانه. زنان در بیشتر قرن‌های ۱۹ و ۲۰ به مشاغل کم درآمد و وضعیت ضعیف محدود بودند یا برای انجام همان کار دستمزد کمتری نسبت به مردان دریافت می‌کردند. کارهای دفتری که نیازی به نیروی کار سنگین ندارند گسترش یافته و زنان به‌طور فزاینده ای تحصیلات عالی را به دست می‌آورند که منجر به مشاغل طولانی مدت با جبران بهتر می‌شود تا مشاغل کوتاه مدت و دارای مهارت پایین.

## تحقیقات
همان‌طور که جنگ داخلی در ایالات متحده، ویرجینیا پنی از لوئیزویل آغاز شد، کنتاکی پروژه تحقیقاتی خود را به پایان رساند و کتاب «چگونه زنان می‌توانند پول را به صورت متأهل یا مجرد کسب کنند» در همه شاخه‌های هنر و علوم، مشاغل، تجارت، کارهای کشاورزی و مکانیکی. به امید ارائه حقایق سخت دربارهٔ آنچه زنان نیروی کار با آن روبرو می‌شوند، پنی با هزاران کارفرما مصاحبه کرده بود، هم با استفاده از نظرسنجی از طریق پست پستی و هم به صورت حضوری - هنگامی که با کارگران نیز مصاحبه می‌کرد. بسیاری از بازدیدهای وی از سایت در فیلادلفیا، نیویورک و بوستون بود. او تحقیقات خود را تقطیر کرد تا بیش از ۵۰۰ شغل را که برای زنان آزاد است و همچنین اطلاعات مربوط به مشاغل و امکان دسترسی بالقوه آن‌ها را ذکر کند. وی همچنین اظهار داشت که کارفرمایان دلایل خود را برای تفاوت دستمزد بر اساس جنسیت ارائه می‌دهند.
وی کتاب خود را «به زنان شایسته و زحمتکش در ایالات متحده، که برای تأمین معاش خود تلاش می‌کنند» تقدیم کرد، و این کتاب توجه بسیاری از منتقدان و محققان در سراسر کشور را به خود جلب کرد. او حقوق خود را نسبت به این کتاب به ناشر دیگری که آن را به عنوان یک دائرةالمعارف به نام «استخدامات زنان: یک دائرةالمعارف از کارهای زن» در ۱۸۶۳ فروخت. وقتی دوباره در سال ۱۸۷۰ عنوان جدیدی با عنوان «چگونه زنان» دوباره عنوان شد، فروش آن بهتر شد. می‌تواند پول بدست آورد، متأهل یا مجرد. در چندین نسخه مختلف آن، ۳۶ چاپ بین ۱۸۶۲ و ۲۰۰۶ و شش نسخه از اقتباس به زبان آلمانی (اولین بار در سال ۱۸۶۷ منتشر شد) منتشر شد.
در قرن بیستم، تقسیم کار بر اساس جنسیت به‌طور سیستماتیک در مطالعات زنان (به ویژه تاریخ زنان، که به‌طور مکرر تاریخچه و بیوگرافی مشارکت زنان در زمینه‌های خاص را بررسی کرده‌است) و مطالعات جنسیتی به‌طور گسترده‌تر مورد مطالعه قرار گرفته‌است. مطالعات شغلی، مانند تاریخ پزشکی یا مطالعات حرفه‌ای، همچنین سؤالات مربوط به جنسیت، و نقش زنان را در تاریخ رشته‌های خاص بررسی می‌کند. زنان به عنوان حسابداران، حسابرسان و روانشناسان تسلط دارند.
علاوه بر این، قانون مدرن حقوق مدنی اغلب محدودیت‌های جنسیتی دسترسی به یک حوزه شغلی را بررسی کرده‌است. تبعیض جنسیتی در یک زمینه و آزار جنسیتی در محیط‌های کاری خاص این مجموعه از قانون را قانون تبعیض استخدام می‌نامند و تبعیض جنسیتی و نژادی بزرگترین زیرمجموعه در این منطقه هستند. قوانینی که به‌طور خاص با هدف جلوگیری از تبعیض علیه زنان در بسیاری از کشورها تصویب شده‌است. به عنوان مثال، قانون تبعیض بارداری در ایالات متحده را ببینید.

## زنان و توسعه اقتصادی

زنان در استخدام غیررسمی به عنوان سهم اشتغال زنان در سال 2017.

تحقیقات جهانی به وضوح رابطه بین نقش زنان در اقتصاد و افزایش سطح زندگی را مشخص می‌کند. در گزارش سال ۲۰۰۱ بانک جهانی تحت عنوان «توسعه چشمگیر»، ارتباط بین مشارکت زنان در اقتصاد و رشد به وضوح بیشتری بیان شده‌است: زندگی مستقیمترین آسیب را به زنان و دختران وارد می‌کند، هزینه‌های کامل نابرابری جنسیتی در نهایت به همه آسیب می‌رساند … نادیده گرفتن اختلافات جنسیتی هزینه زیادی دارد - برای رفاه مردم و توانایی کشورها برای رشد پایدار، برای اداره مؤثر و بنابراین فقر را کاهش دهید.» ارزش ذاتی جامعه اغلب با مشارکت و تولید به‌طور کلی مرتبط است، بنابراین ناتوانی زنان در مشارکت در اقتصاد بیشتر نقش تابع را در جامعه تثبیت می‌کند. "این واقعیت که زنان فرصت کمتری در بازار کار دارند، ممکن است به رفتار نابرابر آنها در خانواده کمک کند … افزایش فرصت‌ها برای زنان در بازار کار در واقع به نتایج بهتر برای زنان تبدیل می‌شود … برای همان افزایش در کل درآمد خانوار، افزایش درآمد زنانه ۷ دلار آمریکا در ماه به معنای افزایش ۱ درصدی نرخ بقا در دختران است." با زنان کمتر از مردان رفتار می‌شود زیرا نقش آنها در خانه بقای خانواده را مستقیماً از نظر درآمد. تحقق کامل ارزش اقتصادی زنان در چشم کشورهای توسعه نیافته، حق سقط جنین انتخابی و پدیده نگران کننده "زنان گمشده" است. آنچه بسیاری از جوامع نتوانسته‌اند دریابند این است که معامله کمک به زن در عوض از یک مرد وجود ندارد هنگامی که یک زن از نظر تحصیلات و مشارکت در اقتصاد توانمند باشد، وضع همه بهتر است. مشارکت اقتصادی زنان باعث افزایش تولید ناخالص داخلی (GDP) می‌شود که یک استاندارد اساسی برای زندگی بالاتر است. جیمز ولفنسون از بانک جهانی اظهار داشت، "آموزش برای دختران تأثیر مهمی در هر بعد از رشد دارد: پایین آمدن میزان مرگ و میر در کودکان و مادران، افزایش سطح تحصیلات توسط دختران و پسران، بهره‌وری بالاتر و بهبود مدیریت محیطی. در مجموع، این می‌تواند به معنی رشد سریعتر اقتصادی و توزیع وسیعتر ثمرات رشد به همان اندازه مهم آموزش بیشتر برای دختران همچنین باعث می‌شود که زنان بیشتری بتوانند به مناصب رهبری در تمام سطوح جامعه برسند: از کلینیک‌های بهداشتی در روستاها گرفته تا پارلمان‌های پایتخت. به نوبه خود، نحوه برخورد جوامع با مشکلات و بالا بردن کیفیت تصمیم‌گیری جهانی را تغییر خواهد داد.